# 신의 저항군 반란
신의 저항군 반란은 1987년부터 시작된 신의 저항군(LRA)이 일으켜 진행 중인 게릴라전이다. 현재는 콩고 민주 공화국 동부와 중앙아프리카 공화국에 소수의 신의 저항군이 활동하고 있다. 이 단체의 주동자인 조지프 코니는 자신을 "하나님의 대변인이자 신의 영매"라고 선언하며 요웨리 무세베니의 우간다 정부를 전복시키고 십계명과 아촐리인의 전통을 기반으로 한 기독교 신정정치 국가를 세우는 것을 목표로 하고 있다.
아프리카에서 가장 긴 전쟁의 하나인 이 전쟁에서 매우 심각한 인권 위기가 찾아왔다. 신의 저항군은 신체 절단, 고문, 노예, 강간, 민간인 납치, 소년병 이용, 집단 학살과 같은 인권 침해를 저지르고 있다. 2004년 이후 신의 저항군은 민간인 2만명 이상을 납치했으며, 이로 인해 150만명이 난민이 되고 민간인 10만명 이상이 사망했다.

## 배경
1986년 1월 아촐리인의 티토 오켈로가 우간다 남서부의 요웨리 무세베니가 이끄는 국가 저항군(NRA)에게 붕괴되고 나서 큰 혼란이 찾아왔다. NRA가 국가 전역을 점령하는 과정에서 많은 아촐리인이 만행을 당했다. 이 중세적 행위에 저항할려는 일부 아촐리인들이 반발하게 되었다. 아촐리인은 국가 군의 전통적인 지배가 흔들리면서 공포를 느꼈다고 말했으며, 또한 NRA의 잔인한 대반란전으로 인해 루웨로 삼각 지대에서 군에서 심각한 보복 행동에 대해 반발하게 되었다. 이해 8월이 되자, 우간다 북부 지역에서는 본격적으로 반란이 시작하게 되었다.

## 전개

### 반란 초기 (1987년~1994년)
1987년 1월, 조지프 코니는 당시 앨리스 아우마의 우간다 성령운동이 초기에 성공한 이후 등장한 수많은 영매 중 하나로 처음 반정부 운동을 시작했다.
전 우간다 인민민주군 사령관인 저스틴 오동 라텍은 코니에게 전통적인 게릴라전 전술, 주로 마을과 같은 민간인 표적에 대한 기습공격을 중심으로 하라고 조언했다. 또한 신의 저항군은 정부가 국민을 보호하지 못한다는 점을 강조하기 위해 때때로 대규모 공격을 감행했다. 1991년까지 신의 저항군은 주민들을 습격해 보급품을 탈취했으며 이 과정에서 주민들이 일시에 납치되기도 했다. 하지만 일부 국가저항군 병력이 너무 잔인한 행동으로 악명이 높아서 아촐리족 인구 일부분은 신의 저항군을 최소 소극적 지지를 보이기도 했다.
1991년 3월에는 강력한 전술을 통해 신의 저항군을 분쇄하는 동시에 주민들의 지지 뿌리를 제거한다는 노력을 합친 "북부 작전"이 시작되었다. 북부 작전에서 반란 종식 임무를 맡은 지휘관 베티 오옐라 비곰베는 지역 방어 전략의 한 형태로 활, 화살 및 기타 전통 방식 무기로 주로 무장한 지역 민병대인 화살소년단을 창설했다. 하지만 신의 저항군이 현대식 무기로 무장하자 화살소년단은 심각한 전력 부족에 시달렸다.
'화살소년단' 민병대 창설은 더 이상 주민들의 지지를 받지 못한다고 느낀 코니를 분노하게 만들었다. 이에 대응해 신의 저항군은 정부 지지자라고 믿었던 수많은 아촐리족을 살해했다. 정부의 노력은 실패로 돌아갔으나, 잔인한 신의 저항군 대응으로 수많은 아촐리족이 반군에 등을 돌리기 시작했다. 하지만 점령군인 정부군에 대한 뿌리 깊은 불신으로 반군에 대한 불신은 약했다.

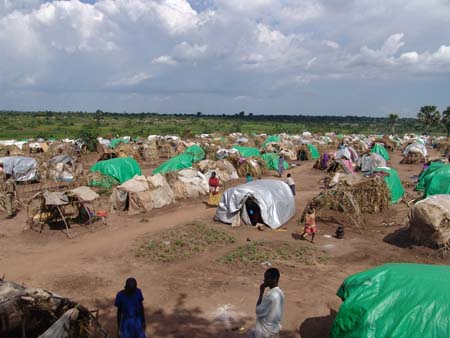
우간다의 분쟁으로 인해 수많은 민간인들이 국내실향민(IDP) 수용소에서 생활한다.

북부 작전 이후 비곰베는 신의 저항군과 정부군 대표와의 첫 대면 회담을 시작했다. 신의 저항군 측은 전투원에 대한 모든 사면을 요구하고, 이를 따른다면 항복하지 않고 "집으로 돌아갈" 의향이 있다고 밝혔다. 하지만 정부 측은 신의 저항군 협상가의 신뢰도에 대해 이견이 있었고 정치적으로도 내분 상태라 협상에 난항을 겪었다. 특히 군부는 코니가 비곰베와 협상하는 도중 수단 정부에 지원을 얻기 위한 협상을 하고 있다는 사실을 알게 되었고 코니는 단순히 시간을 벌러 협상장에 온 것이라 생각했다.
1994년 1월 10일 2차 회담에서 코니는 군대가 재정비할 수 있도록 6개월의 시간을 달라고 요구했다. 2월 초까지 협상장의 분위기는 계속 험악해져가 2월 2일 회의 후 신의 저항군은 우간다 측이 자신을 함정에 빠뜨리러고 생각한다며 협상 중단을 선언했다. 4일 후 요웨리 무세베니는 7일까지 신의 저항군이 항복해야 한다고 통보했다. 이 최후통첩으로 비곰베의 평화 계획이 무산되었다.

### 이웃 국가로의 분쟁 확산 (1994년~2002년)
1994년 2월 6일 무세베니 대통령이 최후통첩을 말한 지 2주 후 신의 저항군 병사들이 하르툼의 수단 정부의 허가를 받아 우간다 북부 국경을 넘어 수단 남부에 기지를 구축했단 소식이 전해졌다. 수단은 남부의 내전에서 싸우는 남수단 인민방위군(SPLA)에 대한 우간다의 지원의 대응으로 신의 저항군을 지원했다. 또한 아촐리족이 무세베니 정부와 협력하고 있다고 확신한 코니는 군사력을 강화해 민간인을 표적으로 삼기 시작했다. 특히 귀, 입술, 코 등을 자르는 신체 절단이 일상화되었고 1994년에는 어린이와 청소년을 향한 대량 납치가 일상화되었다.
이 중 가장 악명 높은 사건으로는 1996년 10월 여학생 139명을 집단으로 납치한 아보케 납치 사건이다. 신의 저항군 병사 대부분이 납치된 아이들이기 때문에 신의 저항군을 향한 군사 공세는 아촐리족에게 "희생자 학살"로 여겨진다. 이 때문에 반군을 소탕하러는 정부군의 시도는 아촐리족에게 또 다른 불만으로 생겨난다. 납치된 젊은 반군 병사가 잔인한 전쟁의 피해자이자 가해자가 되는 도덕적 모호함이 아촐리족의 반군에 대한 상반된 태도의 주된 원인이다.
이에 대한 정부의 대응은 초토화 전술로 1996년부터 모든 아촐리족에게 48시간 안에 집을 떠나 "보호마을"로 이주하라는 정책으로 이후 이 보호마을은 국내실향민 수용소로 불리게 되었다. 이 때문에 수많은 아촐리족이 정부에 대한 적대적인 태도를 더 심화시켰으며 특히 "보호수용소" 내에서도 신의 저항군 공격이 계속되면서 주민들은 정부에 대한 반감을 더욱 키웠다. 수용소는 혼잡하고 비위생적이며 살기 매우 힘든 거주지로 일부 주민들은 이 수용소를 "죽음의 수용소"라고 불렀다. 세계 보건 기구는 이 보호수용소 내 사망자수가 신의 저항군 공격으로 발생한 사망자수보다 10배가 더 많다고 집계했다.
한편 수단 정부는 1997년부터 민족 이슬람 전선에 대한 강경한 입장에서 점점 물러나기 시작했다. 2001년 미국에서 발생한 9·11 테러 이후 수단과 우간다 간의 관계가 급격하게 변화했다. 대리전 세력에 대한 지원이 급감하면서 국경 간 긴장이 완화되었다. 전쟁으로 난민이 된 민간인 수십만 명 중 일부가 고향으로 돌아가기 시작했다. 분쟁으로 발생한 국내실향민 수는 50만명 이하로 줄어들었고 사람들은 "보호수용소"가 해체될 날에 대해 공개적으로 이야기하기 시작했다.

### 아이언 피스트 작전과 계속되는 반란 (2002년~2005년)
2002년 3월, 우간다 인민방위군(UPDF)은 민족 이슬람 전선의 동의를 얻어 수단 남부의 신의 저항군 기지를 향한 대규모 군사 공격 작전인 "아이언 피스트 작전"을 시작했다. 이 합의는 제2차 콩고 전쟁이 공식적으로 끝나 콩고 민주 공화국 방면으로 파견갔던 우간다군이 복귀하면서 우간다 정부가 정치적 부담이 될 수 있는 분쟁을 종식시킬 수 있는 이상적인 상황이라 생각해 발생한 상황이었다. 몇 달간의 불확실한 상황 끝에 신의 저항군은 우간다로 다시 넘어와 1995~1996년 이후 볼 수 없었던 잔인한 규모의 공격을 재개했고 소로티와 같이 반군의 손길이 닿지 않는 곳에서는 수많은 난민과 고통이 발생했다.
이 기간 전통적, 종교적 지도자들이 주도한 일련의 지역 평화 협상 계획과 외교 계획은 특히 코너의 협상장에서의 입장이 명확하지 않아 실패했지만 대신 국제적으로 신의 저항군 반란이 보도되기 시작했다. 2003년 11월 우간다를 방문한 유엔 인도주의 및 긴급구호조정 사무차장인 얀 에겔란은 "우간다만큼 국제 사회의 관심을 덜 받고 있는 비상사태가 발생한 곳은 세계 어디에도 없다"고 말했다. 2003년 12월 무세베니 우간다 대통령은 국제형사재판소(ICC)에 신의 저항군의 국제전쟁법 위반 여부를 판단하기 위해 제소했다.
2004년 중반부터 신의 저항군 활동은 강력한 군사적 압박으로 눈에 띄게 감소했다. 또한 우간다 정부도 분쟁을 종식시키지 못했다는 이유로 국제 사회로부터 점점 더 많은 비판을 받기 시작했다. 국제 구호 기관은 우간다가 군사적 방법에만 의존하고 평화적 해결의 의지가 없다며 의문을 제기했다. 또한 우간다군도 신의 저항군에서 탈출한 소년병을 다시 징집했다고 인정했다.
2005년 9월 중순 빈센트 오티가 이끄는 신의 저항군 병사들이 처음으로 콩고 민주 공화국 방면으로 넘어갔다. 무세베니 대통령은 콩고 민주 공화국 정부가 신의 저항군 단원을 추격해 무장 해제시키지 않으면 우간다 인민방위군이 국경을 넘어 신의 저항군을 일소하겠다고 선언했다. 이 때문에 콩고 민주 공화국과 우간다 간 외교적 갈등이 촉발되었고 양 국 군대는 국경에서 무장 시위를 벌였으며 유엔 주재 민주콩고 대사는 유엔 사무총장에 우간다에 대해 경제 금수 조치를 취해달라는 서한을 보냈다.

## 참고 문헌
- Allen, Tim."Trial Justice: The International Criminal Court and the Lord's Resistance Army", African Arguments Series, Zed Books, London, 2006. ISBN 1-84277-737-8
- Behrend, H. (M. Cohen, trans.) Alice Lakwena and the Holy Spirits: War in Northern Uganda, 1985–97, James Currey, 2000. ISBN 0-8214-1311-2. (Originally published as Behrend, H. 1993. Alice und die Geister: Krieg in Norden Uganda. Trickster, Munich.)
  - "War in Northern Uganda: The Holy Spirit Movements of Alice Lakwena, Severino Lukoya and Joseph Kony (1986–1997)", in Clapham, C. ed. African Guerrillas. James Currey, Oxford, 1998.
- De Temmerman, E. Aboke Girls: Children Abducted in Northern Uganda, Fountain, 2001. ISBN 9970-02-256-3. (Originally published as De Temmerman, E. De meisjes van Aboke: Kindsoldaten in Noord-Oeganda. De Kern, 2000. ISBN 90-5312-146-3.)
- Doom, R. and K. Vlassenroot. "Kony's message: a new koine? The Lord's Resistance Army in Northern Uganda," African Affairs 98 (390) 1999: 5 to 36
- Eichstaedt, Peter. First Kill Your Family: Child Soldiers of Uganda and the Lord's Resistance Army. Lawrence Hill Books. 2008. ISBN 978-1-55652-799-9
- Gingyera-Pincywa, A.G. "Is there a Northern Question?" in K. Rupesinghe, ed. Conflict Resolution in Uganda, International Peace Research Institute, Oslo, 1989.
- Jackson, P. "The March of the Lord's Resistance Army: Greed or Grievance in Northern Uganda?" Small Wars and Insurgencies 13, no. 3 (Autumn 2002): 29 to 52.
- Ofcansky, T. "Warfare and Instability Along the Sudan-Uganda Border: A Look at the Twentieth Century" in Spaulding, J. and S. Beswick, eds. White Nile, Black Blood: War, Leadership, and Ethnicity from Khartoum to Kampala. Red Sea Press, Lawrenceville, NJ: 195–210, 2000.
- Pham PN, Vinck P, Stover E. "The Lord’s Resistance Army and Forced Conscription in Northern Uganda.", Human Rights Quarterly 30:404–411, 2008
- Vinck P, Pham PN, Weinstein HM, Stover E. Exposure to War Crimes and its Implications for Peace Building in Northern Uganda. Journal of the American Medical Association (JAMA) 298 (5): 543–554, 2007
- Ward, K. "'The Armies of the Lord': Christianity, Rebels and the State in Northern Uganda, 1986–1999", Journal of Religion in Africa 31 (2), 2001.